# (95955) Claragianni
(95955) Claragianni est un astéroïde de la ceinture principale.

## Description
(95955) Claragianni est un astéroïde de la ceinture principale. Il fut découvert le 21 août 2003 à Campo Imperatore par Ernesto Palomba. Il présente une orbite caractérisée par un demi-grand axe de 3,20 UA, une excentricité de 0,17 et une inclinaison de 10,7° par rapport à l'écliptique.